# Alžběta Komenská
Alžběta Komenská (1629 Lešno – po roce 1670) byla dcerou Jana Amose Komenského a manželkou Petra Figula Jablonského.

## Život
Alžběta Komenská přišla na svět jako druhorozená dcera Marie Doroty († 1648) a Jana Amose Komenského v roce 1629, kdy už její rodina pobývala v rámci pobělohorského exilu v polském městě Lešně. Měla sestry Dorotu Kristinu (1627 – před 1654), Zuzanu (* 1643) a bratra Daniela (1646–1694). Vyrůstala s Petrem Figulem, Kristinou Poniatowskou a jejím bratrem Pavlem, o které se Komenští starali jako o vlastní děti. O deset let starší Petr Figulus se podílel na jejím vyučování. V roce 1642 se Jan Amos Komenský kvůli pracovním povinnostem přestěhoval i s rodinou do Elbingu. V roce 1648 se však vrátili zpět do Lešna.
Dne 19. října 1649 se Alžběta Komenská provdala za Petra Figula Jablonského, ačkoliv o její ruku pravděpodobně požádal už o dva roky dříve. Jan Amos Komenský jim jako svatební dar věnoval vzácný platinový prsten, který se dědí z generace na generaci v jejich rodě dodnes. Zpočátku manželé bydleli v domě Jana Amose Komenského v Lešně,  ale v průběhu života se kvůli Petrově kněžskému povolání stěhovali do Nassenhuben a Klaipėdy. Petr svou ženu oslovoval láskyplně Bětuška. Jejich manželství trvalo přes dvacet let a narodilo se jim celkem pět dětí.
Alžběta přišla o svého manžela v roce 1670. Ve stejném roce jí zemřel i otec a s pěti nedospělými dětmi zůstala bez prostředků. O jejích dalších osudech však nic bližšího není známo. Potomci manželů Figulových dnes žijí po celém světě, zejména v Německu a USA.

## Potomci
- Jan Theodor Figulus (1654–1731) – spisovatel, právník, první sekretář Akademie věd v Berlíně
- Samuel Amos Figulus (* asi 1656) – potomci z jeho rodové linie dodnes vlastní prsten Jana Amose Komenského
- Daniel Arnošt Jablonský (1660–1741) – doktor teologie na Oxfordské univerzitě, dvorní kazatel Fridricha I. Pruského, spoluzakladatel a po roce 1733 prezident Akademie věd v Berlíně, spoluzakladatel obnovené Jednoty bratrské
- Marie Alžběta (1665 – po 1696)
- Petr Figulus (1667 – po 1696)

## Citáty
Bětuška i Zuza dobře se mají, a na Vás s vzdycháním a modlitbami vroucími často vzpomínáme… Až dá všemohoucí dobrotivý Bůh, něco potěšenějšího nám napíšete o Vašem a Vašich zdraví, aneb, čehož nejvíce vinšujeme, zase k nám v dobrém zdraví se navrátíte .
Petr Figulus Jablonský, Dopis Janu Amosi Komenskému z roku 1651